# 조성태 (정치인)
조성태(趙成台, 1942년 11월 3일~2021년 8월 14일)는 대한민국의 제35대 국방부 장관을 지낸 군인이자 제17대 국회의원이다. 본관은 한양이며, 충청남도 천안시 출생이다.

## 생애
1964년 육군사관학교(20기)을 졸업하고 임관하여, 제1군단장, 제2군사령관, 국방부 정책실장 등을 역임하고, 1996년 대장 예편하였다. 이후 국방대학교 국방대학원에서 초빙교수로 재직하였으며, 1999년 5월부터 2001년까지 제35대 국방부 장관을 지냈다.
취임 한 달여 뒤인 1999년 6월 15일 발발한 제1연평해전에 대한 후속 조치가 적절했다고 평가된다. 1999년 당시 최신 무기로 도입된 K9 자주포를 백령도와 연평도에 배치하도록 지시하였다.
2000년에는 분단 이후 첫 국방장관회의에 대표로 참석하여 김일철 인민무력부장과 회담하였다. 2004년 제17대 총선에서 비례대표로 공천되어 제17대 국회의원을 지냈다.
아들은 조용근 육군 준장으로, 2021년 8월 기준 국방부 대북정책관을 역임 중이다.

#### 1999년방중시주한미군철수 발언 논란
1999년 8월, 중국을 방문중인 당시 조성태 국방장관은 25일 중국군 장교들과 얘기를 나누는 자리에서, 남북통일이 되면 중국을 포함한 동북아 국가들과 주한미군 철수 문제를 논의할 의사가 있다고 밝혔다.
그는 북한에는 외국군 없는데 주한미군 어떻게 처리하나는 중국장교의 질문에 조 장관은 남북간 진정한 평화 공존이 이루어지면 주한미군 주둔은 지금과는 전혀 다른 형태로 나타날 것이라면서, 통일 이후에는 미군 철수 등 주한미군 문제를 중국을 포함한 다른 국가와 논의할 수 있다는 의사를 밝혔다.
조 장관은 이와 함께 한국군은 중국군과의 군사관계를 미국과 일본수준으로 발전시켜 나가기를 바란다고 밝혔다. 또 군 당국이 중국과 한국이 교류협력을 확대할 경우 21세기 초에는 통일이 이루어질 것으로 생각한다고 발언했다. 그리고 미·일 전역 미사일 방어체제, 즉 TMD가 동북아 평화에 나쁜 영향을 미치지 않느냐는 질문에는, 북한 미사일 재발사가 원인이라고 맞받아쳤다. 조 장관은 또 한국과 중국 모두 통일이 살육을 통해 이룰 만큼 가치가 있는 것이 아니라면서, 대화를 통한 통일을 강조했다.
그 후 조 장관은 "자신의 발언이 본의 아니게 논란을 초래해 유감스럽다"는 해명을 남겼다. 조 장관은 당시 기자간담회에서 "통일 후 주한미군 문제가 주변국들의 만장일치로 결정되야한다"는 발언은 주변국들도 주한미군 문제에 대해 한국의 입장에 동의하지 않겠냐는 생각에서 외교적으로 답변한 것이 오해를 일으키게 되었던 것 같다면서 "북한의 위협이 있는 한 주한미군의 존재는 필수적이며 주한미군의 장래는 한국 정부와 국민의 뜻에 따라 한국과 미국간에 협의돼야 할 문제"라고 해명했다.

## 학력
- 풍세초등학교
- 천안중학교
- 서울대학교 사범대학 부설고등학교
- 육군사관학교 20기 학사(1964년)
- 육군보병학교 졸업(1967년)
- 육군포병학교 졸업(1968년)
- 국방대학교 행정학사 17기(1972년)
- 동국대학교 행정대학원 안보정책학과 행정학 석사(1977년)

## 경력
- 1988년: 육군본부 군사연구실 실장
- 1991년: 국방부 정책기획관
- 1993년: 국방부 정책실장
- 1995년 3월~1996년 10월: 대한민국 육군 제2군사령관
- 1996년 12월~1997년 6월: 자유민주연합 국방외교안보행정특보위원
- 1998년 11월~1999년 2월: 새정치국민회의 국방외교안보행정특보위원
- 1999년 5월 24일~2001년 3월 26일: 제35대 국방부 장관
- 2001년 6월~2002년 3월: 새천년민주당 국방외교안보행정특임고문
- 2001년: 동국대학교행정대학원 객원교수
- 2004년 5월~2007년 8월: 제17대 열린우리당 국회의원
- 21세기 군사연구소 고문
- 국회 국방위원회 위원
- 2007년 8월~2008년 1월: 제17대 대통합민주신당 국회의원
- 2008년 1월~2008년 5월: 제17대 통합민주당 국회의원
- 민주당 당원
- 자유한국당의 정치인

## 상훈
- 2002년 청조근정훈장
- 1994년 보국훈장 국선장
- 1987년 보국훈장 천수장
- 1981년 보국훈장 삼일장
- 1966년 인헌무공훈장

## 역대 선거 결과
| 실시년도 | 선거   | 대수 | 직책     | 선거구   | 정당       | 득표수      | 득표율          | 순위         | 당락 | 비고 |
| -------- | ------ | ---- | -------- | -------- | ---------- | ----------- | --------------- | ------------ | ---- | ---- |
| 2004년   | 총선   | 17대 | 국회의원 | 비례대표 | 열린우리당 | 8,145,824표 | \| \| 38.26% \| | 비례대표 8번 |      | 초선 |
|          | 38.26% |      |          |          |            |             |                 |              |      |      |